# ポルピュリオーン

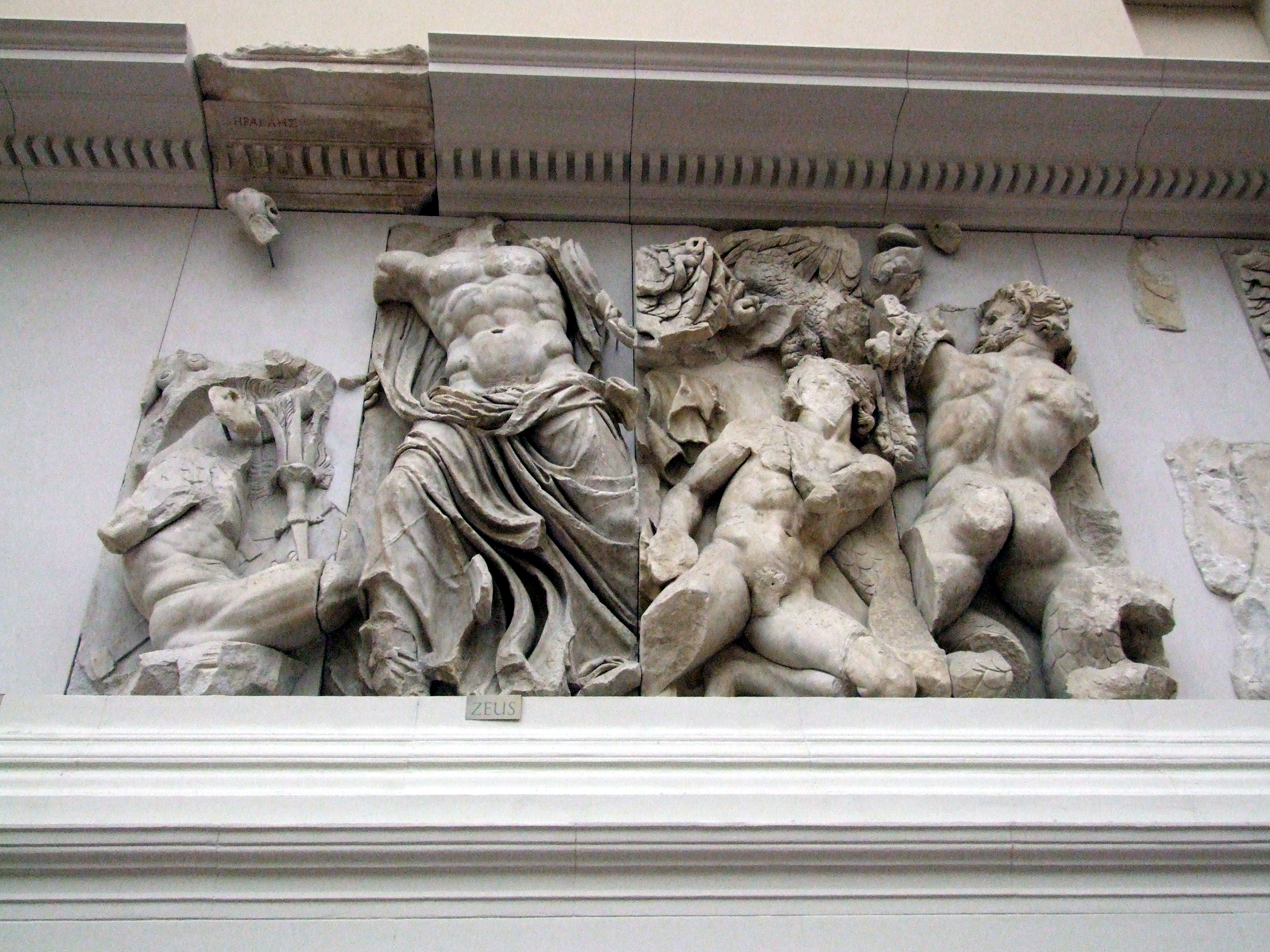
ペルガモンの大祭壇に描かれた巨人ポルピュリオーンとゼウスとの戦い。ベルリン、ペルガモン博物館。

ポルピュリオーン（古希: Πορφυρίων, Porphyriōn）は、ギリシア神話の巨人、あるいは人物。長母音を省略してポルピュリオンとも表記される。
- ギリシア神話の巨人族ギガースの1人。
- 一説にクラナオス以前のアテーナイの王[1]。
- 一説にシーシュポスの子[2]。
- 観測史上最長(2300万光年)のブラックホールジェットを有する電波銀河[3]。

ポルピュリオーン（Πορφυρίων, Porphyriōn）は、ギリシア神話の巨人族、ギガースの1人である。ポルピュリオーンはアルキュオネウスと並んで特に強大な力を持っていた。
ギガントマキアーのさいには、ポルピュリオーンはオリュンポスの神々を苦しめたので、ゼウスは奸計を用いた。すなわちポルピュリオーンがヘーラー、ヘーラクレースと戦ったときに、ゼウスはポルピュリオーンの心をヘーラーへの欲情で満たした。このためポルピュリオーンはヘーラーに夢中になり、襲いかかってヘーラーの衣服を裂いた。ヘーラーは叫んで助けを呼んだが、このすきにゼウスはポルピュリオーンに雷を投げつけ、ヘーラクレースは矢を射て討ち果たした。
なお、ポルピュリオーンはアプロディーテーに討たれたとも、アポローンに討たれたともいわれる。